# Застава Киргиске ССР
Застава Киргиске ССР је усвојена 22. децембра 1952. године од стране владе Киргиске ССР. Ова застава је била у употреби до 3. марта 1992. године, када је замењена данашњом заставом Киргистана.
Застава је била црвене боје, по њеној средини протезала се бела линија, а изнад и испод две дебље тамноплаве. У горњем левом углу налазио се златни срп и чекић са петокраком звездом изнад.
Пре ове, у употреби је била црвена застава са два златна ћирилична натписа у горњем левом куту, на киргиском, КЫРГЫЗ ССР (Киргиз ССР), и руском језику, КИРГИЗСКАЯ ССР (Киргискаја ССР).

## Историјске заставе
- 1936–1952